# Bombylella nigriloba
Bombylella nigriloba är en tvåvingeart som först beskrevs av Mario Bezzi 1920.  Bombylella nigriloba ingår i släktet Bombylella och familjen svävflugor. Inga underarter finns listade i Catalogue of Life.